# AnnenMayKantereit
AnnenMayKantereit (AMK) ist eine deutsche Pop-Rockband aus Köln, die 2011 gegründet wurde. Die Gruppe singt überwiegend auf Deutsch. Als besonderes Merkmal gilt die markante raue Stimme des Sängers Henning May.

## Bandgeschichte

### Gründung
Die drei Gründungsmitglieder, aus deren Nachnamen sich der Bandname zusammensetzt, hatten sich während ihrer Schulzeit am Schiller-Gymnasium in Köln-Sülz kennengelernt. Anfangs waren sie noch zu dritt als Straßenmusiker in Köln unterwegs. Bei einer Jam-Session auf der Uniwiese in Köln stieß der Bassist Lars Lötgering dazu.

### Erste Veröffentlichungen
2013 erschien ihr erstes selbst aufgenommenes Album, das im Rahmen einer Release-Party im Gebäude 9 in Köln vorgestellt wurde. Es war in Eigenregie entstanden, teilweise wurden auch Auftritte auf der Straße aufgenommen. Es wurde 2016 unter dem Titel AMK erneut herausgegeben.
Ihre Lieder veröffentlichten AnnenMayKantereit vor allem auf ihrem eigenen YouTube-Kanal. Von August 2014 bis September 2020 war Malte Huck Bassist der Band. Seit Mai 2022 spielt Sophie Chassée am Bass. Der Trompeter Ferdinand Schwarz begleitet die Band seit 2014 auf ihren Tourneen.
Nachdem das Video zu dem Song Wohin du gehst veröffentlicht worden war, folgte eine deutschlandweite Clubtour. Im Sommer 2014 spielte die Band auf mehreren großen Festivals, darunter das Appletree Garden Festival, das Sound of the Forest, das Open Flair und das Reeperbahn Festival. Im Herbst des Jahres spielten sie mehrere Konzerte als Vorgruppe der Beatsteaks und begleiteten die Stadtrandlichter-Tour von Clueso als Vorgruppe. Beim New Music Award der ARD-Jugendprogramme zählten sie 2014 zu den Finalisten. Mit dem Song Oft gefragt traten AnnenMayKantereit im Dezember 2014 in der Fernsehsendung Circus HalliGalli auf, im Anschluss folgte Anfang 2015 erneut eine Clubtour. Im Sommer 2015 gab es weitere Festivalauftritte, unter anderem beim Haldern Pop Festival und bei Rock am Ring.

### Karriere
Im Herbst 2015 unterschrieb die Band einen Plattenvertrag bei Universal. Gemeinsam mit Moses Schneider nahm sie in den Hansa Studios in Berlin die EP Wird schon irgendwie gehen auf, die im Oktober 2015 beim Label Vertigo Berlin veröffentlicht wurde. Im Februar 2016 wurde die Singleauskopplung Pocahontas aus dem Album Alles nix Konkretes veröffentlicht, das im März 2016 bei Universal erschien. Die Gruppe spielte während des Festivalsommers 2016 zahlreiche Open-Air-Konzerte, unter anderem beim Hurricane Festival und beim Highfield-Festival. Im Herbst 2016 veröffentlichte die Band einen Livemitschnitt eines Konzerts in Berlin.
In der Folge Böser Boden der Fernsehreihe Tatort vom November 2017 hatte die Band mit dem Stück Oft gefragt einen Gastauftritt. Im Dezember 2018 erschien ihr Album Schlagschatten. Im Januar 2019 schloss die Gruppe einen Verlagsvertrag mit BMG. Ende Januar 2019 begann nach einjähriger Pause eine neue Tournee der Band, von Mai bis August traten sie bei Festivals im deutschsprachigen Raum auf. Im September 2019 veröffentlichten sie den Song Ozean, den sie bereits während ihrer Tournee gespielt hatten.
Wegen der COVID-19-Pandemie mussten sie ab März 2020 alle weiteren geplanten Konzerte absagen. Im September 2020 trat die Band in Berlin bei der Großdemonstration von Fridays for Future erstmals wieder vor Publikum auf. Dabei gab sie die Trennung von Bassist Malte Huck bekannt. Im Oktober 2020 gaben sie im Rahmen einer Benefiz-Veranstaltung von SOS Méditerranée ein Konzert, wegen der Pandemie allerdings ohne Publikum. Im November 2020 veröffentlichten sie ohne Ankündigung mit 12 ihr drittes Studioalbum.
Im Juli 2021 gab die Band erstmals seit Beginn der Pandemie wieder mehrere kleine Konzerte und trat als Überraschungsgast beim Watt en Schlick Festival auf. Während der Klimaproteste vor der Bundestagswahl 2021 trat die Gruppe neben Künstlern wie Jan Delay und Zoe Wees bei Fridays for Future in Hamburg auf.
Im Juni 2022 spielten sie erstmals als Headliner auf dem Kessel Festival in Stuttgart. Sowohl auf der Clubtour 2022, die die Band wegen Corona vorzeitig abbrechen musste, als auch bei den Festivalterminen 2022 wurde die Band von einem Streichquartett, einer vierköpfigen Jazz-Combo und Sophie Chassée als neuer Bassgitarristin begleitet. Im August 2022 war die Band beim Taubertal-Festival in der aktuellen Besetzung zu sehen.

Die Gruppe wurde von 2014 bis 2020 von Carlo Luis Ruben Schenk, dem ehemaligen Gitarristen der Band Coatslippers, gemanagt. Seit 2021 managt die Band sich unter dem Label AnnenMayKantereit GmbH selbst. Im November 2022 trat die Band erstmals bei der Sessionseröffnung des Kölner Karnevals auf. Im Dezember gab die Gruppe in der ausverkauften Lanxess Arena zwei Konzerte als Abschluss ihrer Konzerttournee 2022. Im September 2023 beendete die Band ihre Konzerttournee 2023 vor 40.000 Zuschauern im ausverkauften Rhein-Energie-Stadion.

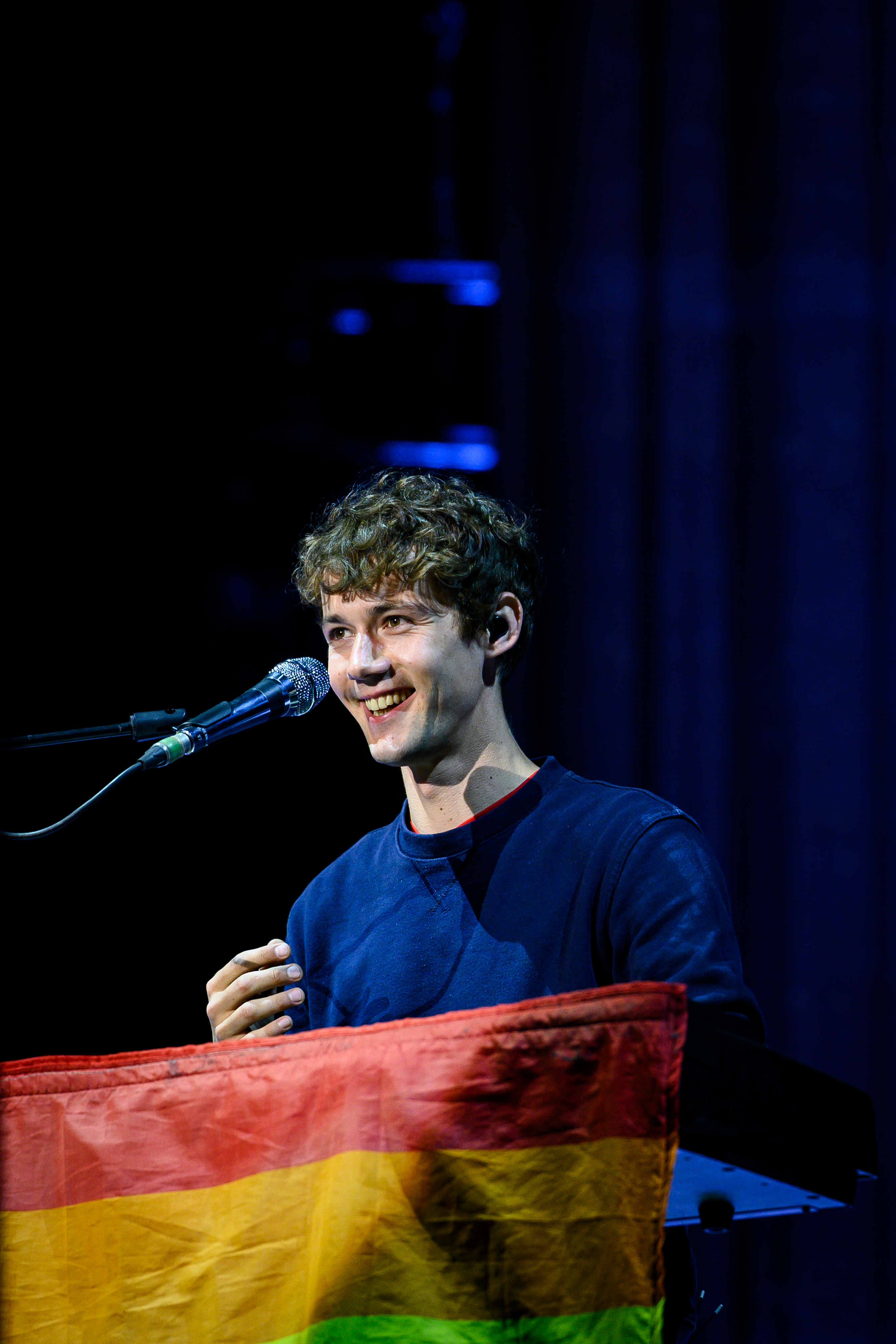
Henning May
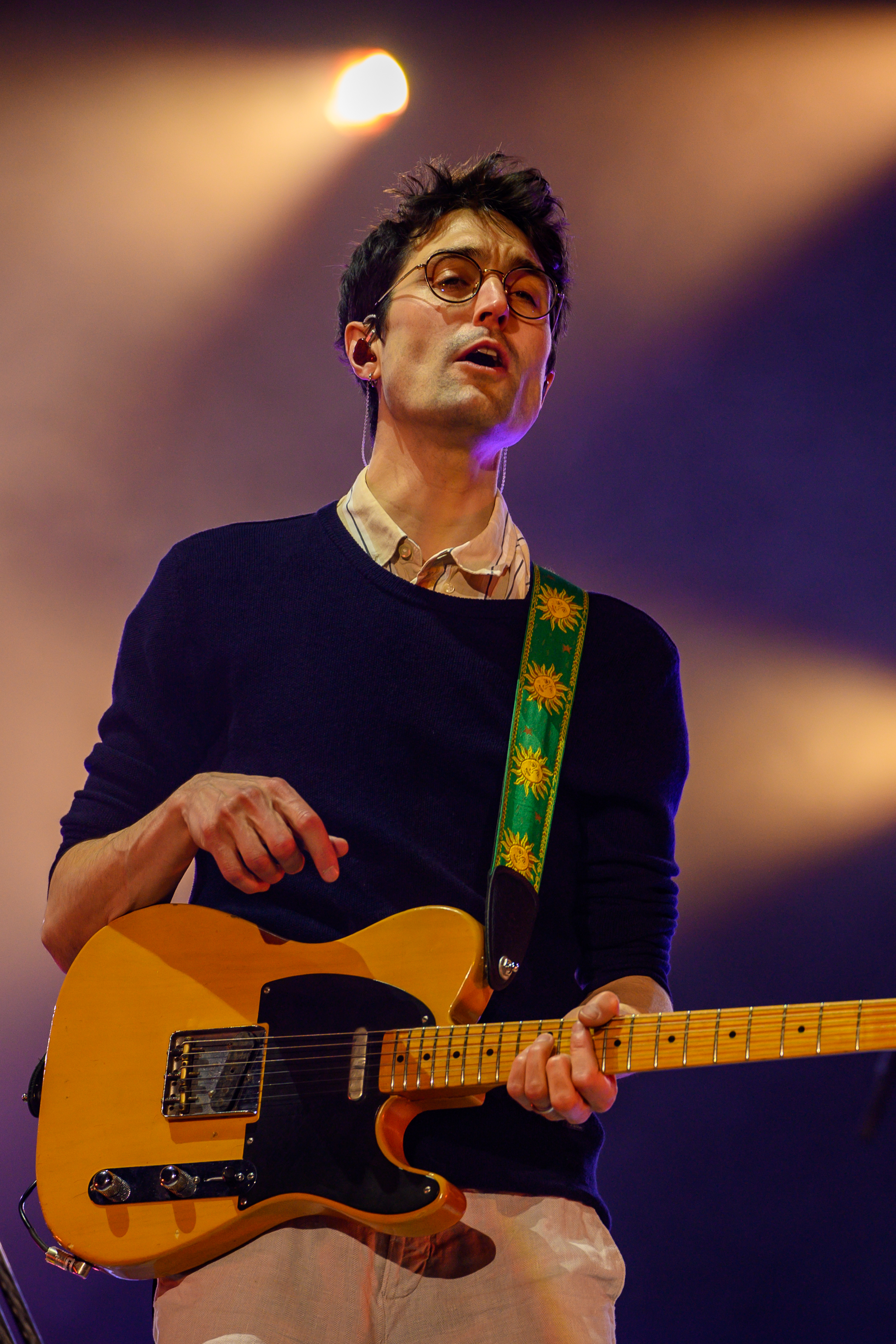
Christopher Annen
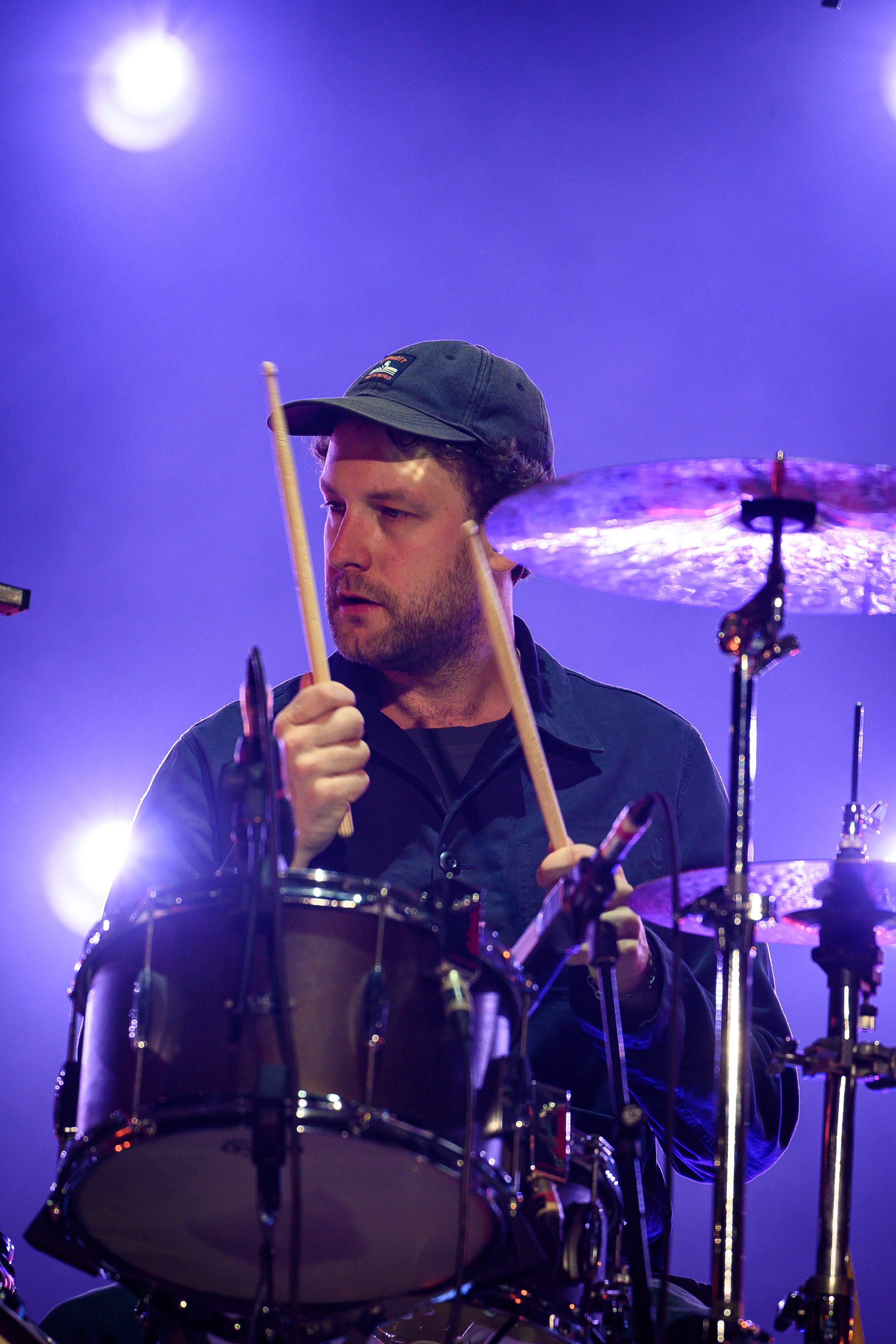
Severin Kantereit

## Engagement
2023 nahm AnnenMayKantereit gemeinsam mit der Umweltschutzorganisation Greenpeace an einer Mahnwache gegen den Abriss des Dorfes Lützerath teil. Im selben Jahr begleiteten Greenpeace und die Verbraucherschutzorganisation Umwelthilfe die Band mit Infoständen auf ihrer Tournee. Die Band tritt darüber hinaus bei ihren Konzerten seit mehreren Jahren für die Rechte der LGBT-Bewegung ein.

## Diskografie
Studioalben

| Jahr | Titel Musiklabel                                                    | Höchstplatzierung, Gesamtwochen, AuszeichnungChartplatzierungen (Jahr, Titel, Musiklabel, Platzierungen, Wochen, Auszeichnungen, Anmerkungen) | Höchstplatzierung, Gesamtwochen, AuszeichnungChartplatzierungen (Jahr, Titel, Musiklabel, Platzierungen, Wochen, Auszeichnungen, Anmerkungen) | Höchstplatzierung, Gesamtwochen, AuszeichnungChartplatzierungen (Jahr, Titel, Musiklabel, Platzierungen, Wochen, Auszeichnungen, Anmerkungen) | Höchstplatzierung, Gesamtwochen, AuszeichnungChartplatzierungen (Jahr, Titel, Musiklabel, Platzierungen, Wochen, Auszeichnungen, Anmerkungen) | Höchstplatzierung, Gesamtwochen, AuszeichnungChartplatzierungen (Jahr, Titel, Musiklabel, Platzierungen, Wochen, Auszeichnungen, Anmerkungen) | Anmerkungen                                                |
| Jahr | Titel Musiklabel                                                    | DE | AT | CH | UK | US | Anmerkungen                                                |
| ---- | ------------------------------------------------------------------- | --- | --- | --- | --- | --- | ---------------------------------------------------------- |
| 2016 | Alles nix Konkretes Vertigo Berlin (UMG)                            | DE1 ×5Fünffachgold · (182 Wo.)DE | AT1 Platin · (46 Wo.)AT | CH6 (30 Wo.)CH | — | — | Erstveröffentlichung: 18. März 2016 Verkäufe: + 515.000    |
| 2018 | Schlagschatten Vertigo Berlin (UMG)                                 | DE2 Platin · (114 Wo.)DE | AT3 (103 Wo.)AT | CH10 (64 Wo.)CH | — | — | Erstveröffentlichung: 7. Dezember 2018 Verkäufe: + 200.000 |
| 2020 | 12 AnnenMayKantereit Records (UMG)                                  | DE4 (19 Wo.)DE | AT8 (8 Wo.)AT | CH15 (9 Wo.)CH | — | — | Erstveröffentlichung: 17. November 2020                    |
| 2023 | Es ist Abend und wir sitzen bei mir AnnenMayKantereit Records (UMG) | DE1 Gold · (… Wo.)DE | AT2 (40 Wo.)AT | CH2 (25 Wo.)CH | — | — | Erstveröffentlichung: 3. März 2023 Verkäufe: + 100.000     |

## Auszeichnungen
- 2015: Kulturpreis der Sparkassen-Kulturstiftung Rheinland (Förderpreis auf Vorschlag von Wolfgang Niedecken)
- 2015: Webvideopreis Deutschland in der Kategorie Music Video
- 2017: Echo in der Kategorie Newcomer National
- 2017: Echo in der Kategorie Band Pop National
- 2019: 1LIVE Krone in der Kategorie Beste Band
- 2021: Holger-Czukay-Preis für Popmusik der Stadt Köln[43]
- 2025: Deutscher Musikautor*innenpreis in der Kategorie Komposition Rock/Pop

### Nominierungen
- 2015: 1LIVE Krone in der Kategorie Bester Live-Act
- 2016: 1LIVE Krone in der Kategorie Beste Band
- 2016: 1LIVE Krone in der Kategorie Bester Live-Act
- 2017: Goldene Kamera Digital Award in der Kategorie #MusicAct
- 2017: 1LIVE Krone in der Kategorie Beste Band[44]
- 2023: 1LIVE Krone in der Kategorie Bester Live-Act[45]